# フェラーリ・プロサングエ
プロサングエ (Purosangue) は、イタリアの自動車メーカー、フェラーリが製造するSUVである。

## 概要
2022年9月13日に発表。ボディタイプはSUVに近いが、フェラーリは「SUVは作らない」と明言していることから、フェラーリではSUVとは呼称せずに「4ドアスポーツカー」としている。
ボディサイズは全長4,987 mm×全幅2,028 mm×全高1,589 mm。ドアは観音開きで、後席ドアは電動開閉式となりドアノブを持たない。パワーユニットは6.5 LV型12気筒自然吸気エンジンで最高出力715馬力・最大トルク716 Nmを発生する。トランスミッションは8速DCTが組み合わされ、駆動方式は四輪駆動である。0-100 km/h加速が3.3秒で、0-200 km/h加速は10.6秒。最高速度は310 km/hとなっている。
内装はルーフが選択可能となっており、フェラーリ初の試みとなる。標準はカーボン製ルーフが装備される一方でオプションでエレクトロクロミックガラスルーフも選択可能。ガラスの下面に電気感応膜がコーティングされており、電気に反応してフィルムの色合いが変わるようになっている。
イタリアでの価格は39万ユーロ（日本円で約6100万円）で、販売開始は2023年の第2四半期を予定している。
車名の「プロサングエ」は英語でサラブレッド（＝純血種）を意味するが、プロサングエは伝統のV型12気筒自然吸気エンジンのみを搭載し、過給機やハイブリッドシステムなどは採用せず、余計な装備を持たない「純血種」を具現化したモデルである。
11月8日、京都の仁和寺で日本初公開された。